# Jean-Michel Pilc
Jean-Michel Pilc, né le 19 octobre 1960 à Paris, est un pianiste français de jazz.
Jean-Michel Pilc a notamment joué avec Roy Haynes, Michael Brecker, Dave Liebman, Rick Margitza, Martial Solal, Michel Portal, Daniel Humair, Marcus Miller, Kenny Garrett, Lenny White, Chris Potter, John Abercrombie, Eric Le Lann ou Richard Bona. Il a aussi travaillé avec Harry Belafonte, comme directeur musical et pianiste.

## Biographie
Jean-Michel Pilc commence à jouer du piano en autodidacte à l'âge de 10 ans. Il découvre le jazz trois ans plus tard, en 1973. Il est marqué par un concert en piano de Martial Solal.
Ancien élève de l'Ecole polytechnique, il est ingénieur au Centre national d'études spatiales de Toulouse de 1984 à 1987. Il se produit en parallèle avec Christian Escoudé et les frères Moutin.
Il entame sa carrière de musicien professionnel en 1989. Il fonde son premier trio avec François Moutin et Tony Rabeson et publie Funambule en 1989.
Jean-Michel Pilc s'installe à New York en 1995. Il forme un trio avec François Moutin et Ari Hoenig. Ils sortent Together Live at Sweet Basil (en), en deux volumes (2000), qui lui apporte une grande renommée, notamment en France.
Il signe avec Dreyfus Records et publie Welcome Home (2002). Il publie ensuite Cardinal Points (2003) sur lequel on trouve sa Trio Sonata, qu'il a écrite à l'aide d'une bourse du programme « Chamber Music America » de la Doris Duke Foundation.
Il reçoit en 2009 une deuxième bourse du programme « Chamber Music America », grâce à laquell il écrit Modern Lights autour de Charlie Chaplin. La première de cette pièce a eu lieu en août 2009 au Caramoor Jazz Festival.
Il publie en 2011 chez Motéma Essential, un live en piano solo, et Threedom, album en trio avec François Moutin et Ari Hoenig.
En 2013 il a reçu une bourse de la John Simon Guggenheim Memorial Foundation, pour laquelle il compose pour un octet.
Alors qu'il était aux studios OJM au Portugal pour participer au disque Contradictio du saxophoniste Xose Miguélez, Pilc en a profité pour enregistrer quelques morceaux en piano solo, en improvisation totale. L'album Symphony (Justin Time Records) sort en 2023. L'album est salué par Télérama.

### Enseignement
Il enseigne, donne des ateliers et des cours particuliers depuis 2006, notamment à l'Université de New York ou à The New School.
Depuis septembre 2015, il est professeur associé à l'École de musique Schulich de l'Université McGill à Montréal.

## Style musical
Jean-Michel Pilc cite comme influences plus ou moins conscientes pour la clarté de leur musique Louis Armstrong ou Bix Beiderbecke, pour le travail de l'harmonie Sergueï Prokofiev et Alexandre Scriabine, et pour l'approche du piano Jelly Roll Morton, Earl Hines, Fats Waller, Art Tatum, Bud Powell, Keith Jarrett et surtout Martial Solal. Il cite également Sviatoslav Richter, Arthur Rubinstein, Vladimir Horowitz, Arturo Benedetti Michelangeli.
Pilc aime déconstruire les harmonies et les mélodies des standards de jazz qu'il joue d'une façon originale et inattendue, sans jamais perdre de vue l'essence du morceau.
Le jeu en solo de Pilc est très original ; pour Thomas Conrad (JazzTimes), « aucun autre pianiste de jazz d'aujourd'hui n'offre ce mélange de technique monstrueuse, d'imagination sauvage et impulsive, de passion du mélodrame grandiloquent et d'amour sans honte de la démonstration. [...] Dans sa spontanéité hyperactive, son plaisir et son inhibition, Pilc sonne comme un sale gosse talentueux à outrance. »

## Récompenses
- 2000 : Prix Django-Reinhardt, décerné par l'Académie du jazz

## Discographie

### En tant que leader ou coleader
- 1989 : Funambule (Blue Line)
- 1993 : Big One for 13 Piece Band (EMP/Harmonia Mundi)
- 2000 : Together Live at Sweet Basil, Vol. 1 & 2 (Blue Line)
- 2001 : The Long Journey (A-Records) avec Hein van de Geyn (en)
- 2002 : Welcome Home (Dreyfus Jazz)
- 2003 : Cardinal Points (Dreyfus Jazz)
- 2004 : Follow Me (Dreyfus Jazz)
- 2005 : Live at Iridium, New York (Dreyfus Jazz)
- 2007 : New Dreams (Dreyfus Jazz)
- 2010 : True Story (100% WOMON)
- 2011 : Essentials (Motéma Music)
- 2011 : Threedom (Dreyfus Jazz) Pilc Moutin Hoenig
- 2014 : 20 (Bonsaï Music) André Ceccarelli, Jean-Michel Pilc, Thomas Bramerie
- 2014 : Composing (Gateway Music) Vinding (en)/Pilc/Mazur
- 2015 : What Is This Thing Called? (album de Pilc) (Sunnyside Records) piano solo
- 2017 : Magic Circle duo avec Sam Newsome (en)
- 2017 : NPO trio Live at the stone (Chant Records) trio avec Meg Okura (en) et Sam Newsome (en)
- 2018 : Parallel (Challenge records) piano solo
- 2021 : Children's Scenes (Justin Time Records)
- 2021 : Visions (Justin Time Records)
- 2022 : Gratitude Suite (Justin Time Records)
- 2022 : Alive (Live at Dièse Onze, Montreal), Set 1 (Justin Time Records) trio avec Rémi-Jean Leblanc et Jim Doxas
- 2023 : Symphony (Justin Time Records) piano solo

### En tant que sideman
Avec Richard Bona
- 1999 : Scenes from My Life (Sony/Columbia)
- 2010 : Ten Shades of Blues (Decca)

Avec André Ceccarelli
- 1995 : From The Heart (PolyGram Music)

Avec Rosario Giuliani
- 2004 : More than ever (Dreyfus Jazz)

Avec Ari Hoenig
- 2004 : The Painter (Smalls Records)
- 2006 : Inversations (Dreyfus Jazz)

Avec Élisabeth Kontomanou
- 1993 : Elisabeth Kontomanou (EMP/Harmonia Mundi)
- 1999 : Embrace (Steeplechase)
- 2000 : Hands and Incantation (Steeplechase)
- 2004 : Midnight Sun (Nocturne Records)

Avec Jacques Kuba Séguin
- 2019 : Migrations (Odd Sound)

Avec Rick Margitza
- 2004 : Rue des Voleurs (Nocturne Records)

Avec Tony Moreno
- 2017 : Short Stories (Mayimba Jazz)

Avec François et Louis Moutin
- 2016 : Deep - Moutin Factory Quintet (Jazz Family)

Avec Sam Newsome (en)
- 2001 : Sam Newsome and Global Unity (Palmetto)

Avec Aldo Romano
- 1995 : Prosodie (PolyGram Music)

Avec Martial Solal/Éric Le Lann
- 1989 : Edith Piaf and Charles Trenet (Musidisc)

Avec Jasper Somsen
- 2017 : A New Episode in Life (Challenge Records)

Avec Jean Toussaint (en)
- 1995 : Life I Want (World Circuit)

Avec Mads Vinding (en)
- 2010 : Open Minds (Storyville)

Avec J. D. Walter (en)
- 1997 : Sirens in the C-House (Dreambox)
- 2020 : Dressed In A Song (JWALRECproductions)

## Vidéographie
- 2009 : Jean-Michel Pilc – A Portrait, documentaire de John McCormick[2]
- 2010 : True Jazz Improvisation (Jazz Heaven)

## Publication
- 2013 : It's About Music: The Art and Heart of Improvisation (Glenn Lyon Books)

### Articles
- Xavier Matthyssens, « Gros plan : Jean-Michel Pilc », Jazz Magazine, no 407,‎ septembre 1991, p. 49
- Fara C., « Atout Pilc », Jazzman, no 44,‎ février 1999, p. 28
- Thierry Pérémarti, « As de Pilc », Jazzman, no 56,‎ mars 2000, p. 4–7
- Vincent Bessières, « Jean-Michel Pilc, mad in France », Jazzman, no 77,‎ février 2002, p. 32–33
- Jérôme Plasseraud, « À cœur et à Pilc », Jazz Magazine, no 548,‎ mai 2004, p. 32–33